# Tăriceni, Călărași
Tăriceni este un sat în comuna Frăsinet din județul Călărași, Muntenia, România. Se află pe malul lacului Mostiștea.

Lacul Mostiştea

## Istoric
Având rădăcini adânci în negura istoriei, satul Tăriceni (Vutești după vechea denumire) este menționat pentru prima dată într-un document din 2 aprilie 1579, prin care Mihnea Turcitul îi întărește lui Chirică comisul o ocină în satul Vutești: „Din mila lui Dumnezeu, Io Mihnea voevod  și domn a toată țara Ungrovlahiei, fiul marelui și prea bunului Alexandru voevod. Dă domnia mea această poruncă a domniei mele slugei mele Chirică comis și Jupâniței sale Neacșa și cu nora sa Mara și cu fii lor, câți Dumnezeu le va da, ca să le fie ocina satul Vutești, partea bunicii lor Neacșa, toată de pretutindeni, pentru că le este veche și dreaptă ocină și zestre de la bunica lor Neacșa, dată de frații ei, de jupan Șerban ban și de Diicul clucer. Și hotarele să i se știe: dinspre Curtești de la Mostiștea, pe la fântâna lui Bugu și pe la păr și pe vâlcea ța gorgonul lui Stelea, apoi la locul lui Stoica, până la drumul Icoanei”. 
Un alt document, din 28 noiembrie 1579, menționează drumul peștelui, care trece prin aceasta zonă și se explică de ce s-a înființat un sat pe malul Mostiștei, în apropierea vechiului târg Cornățel, atestat documentar în 1526. Localitatea Vutești a reprezentat loc de trecere, de odihnă și de popas pentru negustorii români, greci și sârbi care preluau peștele de la Dunăre, de la Cornățel și îl transportau spre București și alte orașe ale țării pentru a fi comercializat. Datorită acestei intense activități, zona respectivă și satul Vutești, încep a fi locuite de o populație de origine diferite.
Un document din 10 mai 1623 face referire la originea locuitorilor din zonă, dar menționează și o altă posibilă sursă de proveniență a lor. Este un document prin care Radu Mihnea dăruiește lui Dumitrachi Cantacuzino satul Frăsinetul, învecinat cu Vutești, fost sat domnesc, cumpărat de Mihai Viteazul.
Satul Vutești aflându-se în vecinătatea orașului Cornățel, unde principala ocupație era negusoria, de pe urma căreia oamenii strângeau averi frumoase, a fost cumpărat de „Ianiu, feciorul Cornei de oraș de Cornățel”. Documentele menționează faptul că, Ianiu cumpară, la 16 decembrie 1631, de la Despina jupâneasa Vladului biv logofat Rudeanul și de la coconii ei Radu și Vladul „satul Vutești de pe apa Mostiștei ot sudstvo elhov, tot satul cu tot hotarul și cu toți rumânii, în numar de zece, cu două mori…”, pe prețul de 210 ughi. Avem de-a face, după toate probabilitățile, cu satul Tăriceni din epoca modernă și contemporană; numele nou, ce apare în a doua jumătate a secolului al XIX-lea, a înlocuit pe cel vechi, de caracter special, așa cum s-a întâmplat cu o serie de nume de acest fel din județele Ilfov și Ialomița.
Ianiul n-a putut să stăpânească netulburat mult timp satul pe care-l cumpărase. Abia trecuseră 3 ani și se ridică asupra lui Gheorghe vistierul, viitorul ispravnic al zidirii din Cornățel și bunicul cronicarului Radu Popescu. spunând că el avea mai mult drept să cumpere decât Ianiul , deoarece era vecin de moșie cu satul respectiv. În cele din urmă cei doi ajung la o înțelegere și anume să stăpânească fiecare câte o jumătate din acel sat, împărțindu-și între ei și rumânii. Actul de înțelegere sau zapisul poartă data de 3 martie 1634. 
După anul 1648, când a fost zidită biserica de la Cornățel, Matei Basarab a cumpărat satul Vutești, două treimi de la Dimitrașco, clucerul ot Spineni și o treime de la Dumitru, vistierul Dudescu, dăruind apoi satul, mânăstirii sale Căldărușani.
În secolul al XVIII-lea, documentele menționează ca Rosețeștii stăpâneau în Ilfov și moșia Tăriceni, de la nord de Cornățel și moșia Careda. 
La sfârșitul secolului al XVIII-lea, moșia Tăriceni este cumpărată de morari greci, care aveau legături cu egumenii greci din partea locului. 

## Mănăstirea din Tăriceni
În 1828, vrednicul de pomenire negustor, de neam grec, Hristofor Guva, ridică din temelii această biserică, refăcută de atunci în mai multe rânduri, așa cum se menționează și în pisania bisericii. Biserica a fost transformată cu timpul în mânăstire de egumeni greci și români care aparținea Parohiei Odaia Vlădichii (azi Sultana). După terminarea bisericii a fost închinată Sfântului Munte. Mânăstirea a fost desființată odată cu secularizarea lui A.I. Cuza, iar biserica a rămas în grija locuitorilor satului până în 1970-1971, când aceștia au fost strămutați de regimul comunist.
În prezent satul mai are în componență doar cateva case care mai sunt în picioare, și Biserica mănăstirii cu gospodăriile aferente acesteia.
Biserica Tăriceni este ridicată din cărămida nuruită cu nuiele și pământ, o caracteristică pentru toate bisericile din Bărăgan, unde lipsește piatra de râu.Materialul și tehnica de construcție arată că așezământul monahal a fost ridicat dintr-o necesitate spirituală a localnicilor și nu avea un rol de apărare. Ea a fost permanent loc de odihnă, de popas și de purificare a sufletului pentru cei din partea locului, dar și pentru drumeții care călătoreau de la București spre Dunăre. A fost construită pe deal, cum spun sătenii, in formă dreptunghiulară fără zid împrejmuitor, iar pe latura de nord și vest s-au aflat casele egumenești. 
Are un plan mononavat, fiind compusă, la început, din pridvor, pronaos, naos și altar, iar mai târziu s-au adăugat tinda cu doua coloane simple și două ferestre laterale. Pronaosul bisericii este foarte mic și nu este despărțit de naos prin zid, ca la alte biserici. La fel ca și pridvorul, pronaosul este boltit cu o calotă susținută lateral de arce puternice semicilindrice longitudinale.     Decorațiunea exterioară este extrem de simplă. Pe fondul alb se detașează un brâu median la partea superioară, care încingea perimetral monumentul cât și ancadramentele de piatră ale ușii de intrare și ale ferestrelor. La partea inferioară singurul decor îl constituie soclul înalt de circa un metru. La partea superioară zidăria se închide cu o cornișă formată din cărămizi in triunghi. Ferestrele puține la număr sunt subliniate cu arhivolte. Descriind exteriorul bisericii nu putem să trecem cu vederea un aspect particular al arhitecturii sale. Este vorba despre forma perfect hexagonală a tamburului turlei.
În fața bisericii se afla clopotnița modestă și toaca ce se bat cu prilejul fiecărei slujbe.     Acoperișul este realizat din tablă în două pante. La intrarea în biserică se păstrează pictura originala, icoanele dintr-o parte și din cealaltă a ușii fiind realizate de un pictor grec. În 1935, preotul Alexe Voicu apelează la pictorul Dogărăscu pentru repictare.
În interior sunt și alte icoane valoroase aduse de la Sfântul Munte Athos dovadă fiind și semnătura cu litere grecești. De asemenea, interiorul are o cromatica vie, folosind în special roșu, verde, alb și galben-auriu, ceea ce dă o luminozitate aparte. Fețele sfinților sunt luminoase, optimiste, intrând parcă în consonanță cu spiritul locuitorilor satului Tăriceni, care au rezistat evenimentelor vremii. Lor le place să spună că Tăriceni ar însemna chiar tăria celor ce o cer, adica rezistența celor care cred în existența lui Dumnezeu și credință. Bisericuța este înfrumusețată astăzi prin darurile aduse de cei care vin să-și descarce sufletul și să uite de agitația vieții cotidiene.  
În anul 2001, în luna august, vrednicul de pomenire episcop Damaschin Coravu, redeschide vechea biserica a satului Tăriceni, pe care a găsit-o într-o stare deplorabilă, părăsită de treizeci de ani, pe care a transformat-o în Schit de călugari, cu viețuire de obște, încredințându-l spre organizare și conducere tânărului ieromonah Zosima Alecu. Astfel, a început procesul de reparație și construcție a bisericii și incintei monahale. 
Începutul lunii decembrie 2007 a fost cernit pentru rugătorii Schitului Tăriceni, întrucât luni, 3 decembrie 2007, s-a mutat la Domnul părintele Zosima Alecu, starețul acestul schit. Ulterior, în 2008,
Schitul Tăriceni a fost transformat în mânăstire de maici, stareță fiind Sebastiana Gâtlan, având  viețuire de obște.
Lăcașul de cult din inima Bărăganului a ținut prima pagina a jurnalelor când a explodat bomba: stareța Sebastiana Gâtlan(40 de ani) de la Tăriceni a dat naștere la gemene, pe 27 noiembrie 2011, la Spitalul Sfântul Pantelimon din Capitală. Pentru a reface imaginea șifonată, Episcopia Sloboziei și Călărașilor a numit-o stareță pe Marina Roșu, după ce fosta măicuță a făcut de râs breasla călugărițelor.
Pe un deal din vecinătatea bisericii exista o troiță, aparținând mânastirii, ridicată în anul 1850, cu forma unui paraclis, imitând în miniatură biserica, având aproximativ 15 m2. Troița, închinată Sfintei Mucenițe Filofteia, a adăpostit moaștele sfintei Paraschiva care au trecut pe aici într-o perioadă istorică întunecată.
Accesul spre mânăstire este indicat actualmente de o troiță zidită cu hramul Duminica Tuturor Sfinților, ce a fost ridicată pe drumul rutier național din apropiere.